# Litomyšl
Litomyšl (pron. : Litomichl — en allemand : Leitomischl ou Leutomischel) est une ville du district de Svitavy, dans la région de Pardubice, en Tchéquie. Sa population s'élevait à 10 493 habitants en 2024.
La ville est célèbre pour son centre historique. Son château et ses jardins sont inscrits depuis 1999 sur la liste du patrimoine mondial de l'UNESCO.

## Géographie
Litomyšl est arrosée par la rivière Loučná, un affluent gauche de l'Elbe, et se trouve à 18 km au nord-ouest de Svitavy, à 43 km au sud-est de Pardubice et à 137 km à l'est-sud-est de Prague.

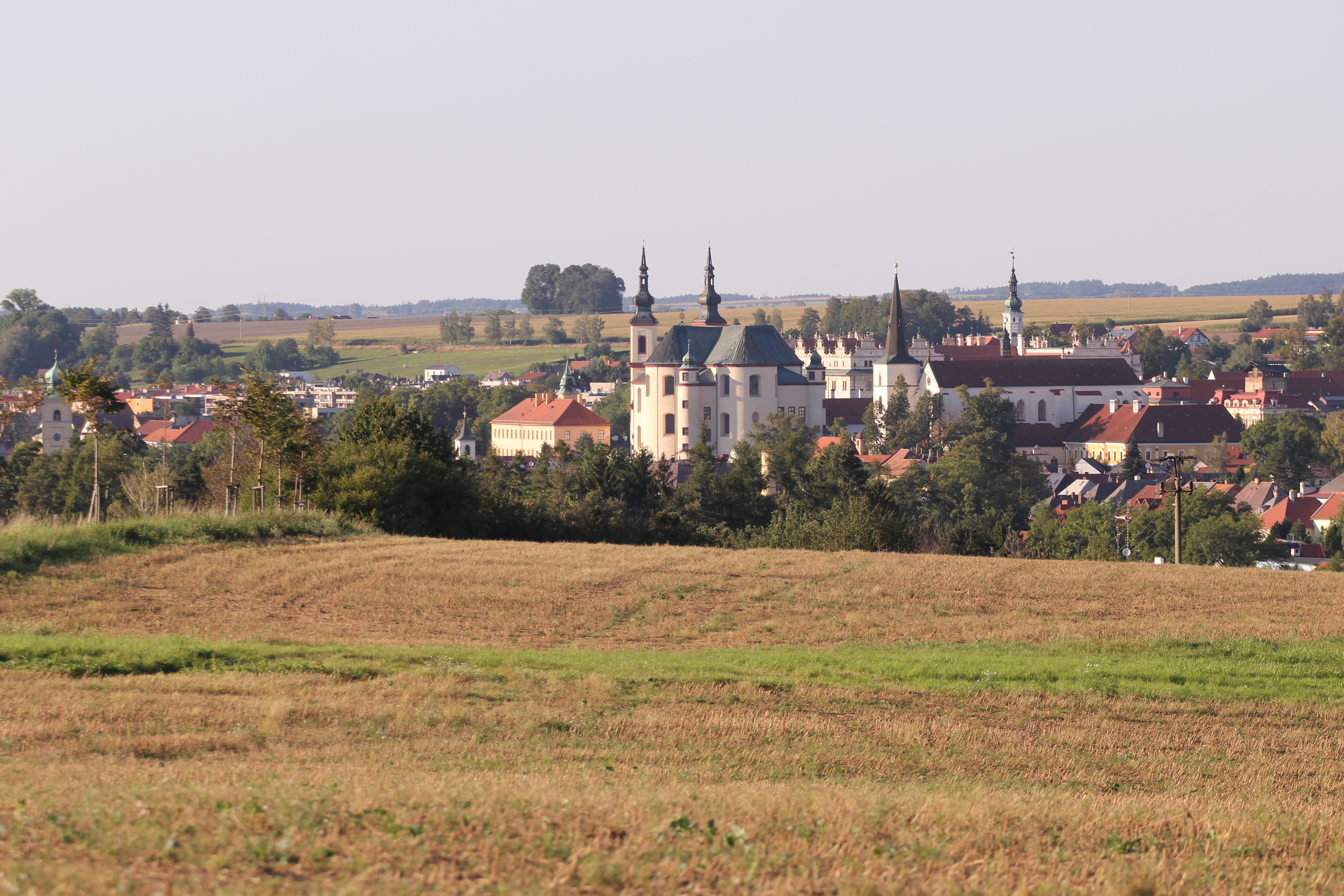
Panorama de Litomyšl.

La commune est limitée par Sedliště, Sloupnice et Němčice au nord, par Česká Třebová à l'est, par Strakov, Benátky et Osík au sud et par Morašice et Tržek à l'ouest.

## Histoire
Litomyšl émerge au XIIIe siècle sur la route commerciale qui relie la Bohême à la Moravie, sur un ancien site fortifié.
La ville est longtemps un centre religieux important, siège du second évêché de Bohême (1344) après Prague, mais dissous lors des guerres hussites.

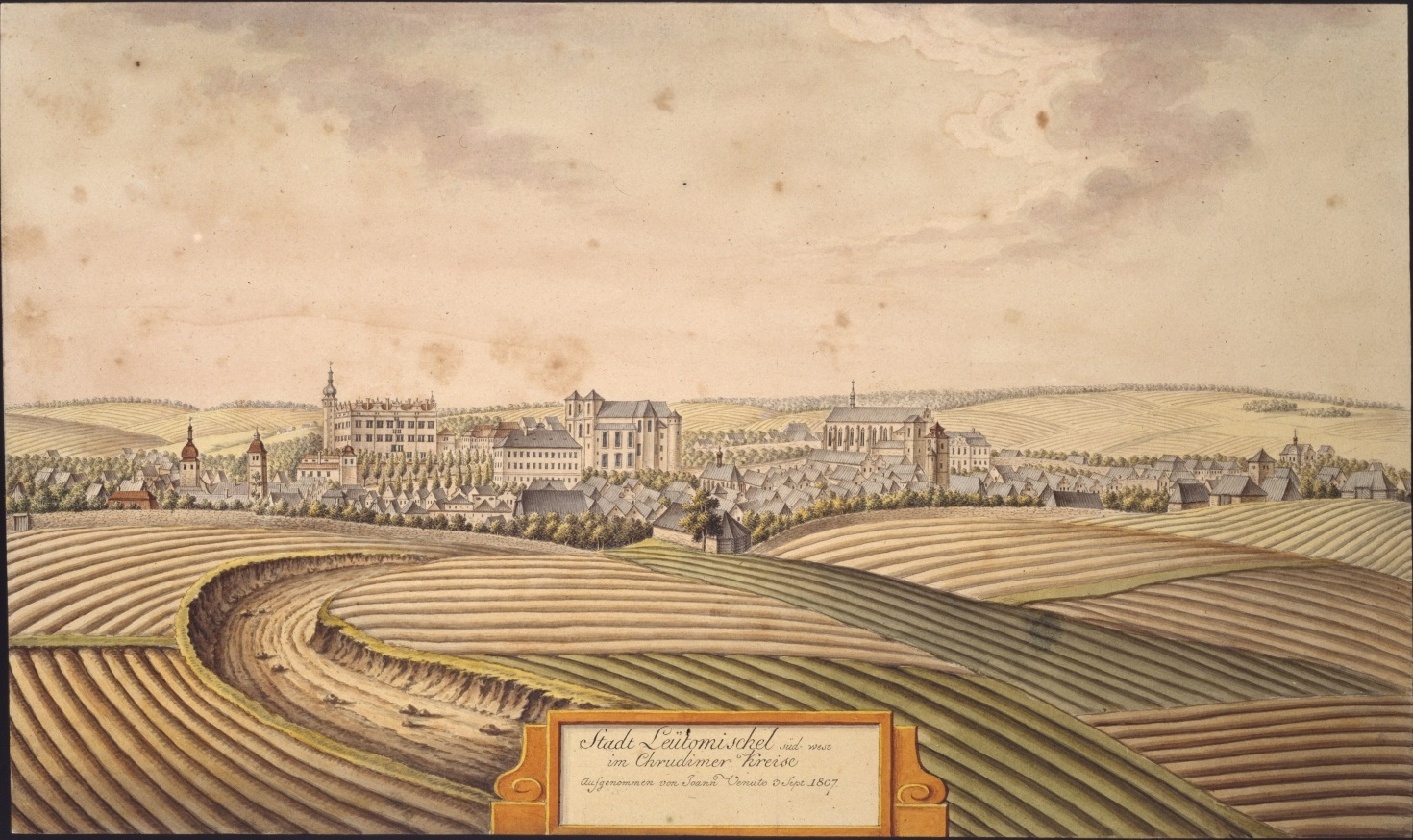
Litomyšl par Joann Venuto (1807).

À la fin du XVIIIe et au début du XIXe siècle, Litomyšl subit plusieurs catastrophes. Elle est d'abord victime d'un premier incendie désastreux en 1775, puis d'une inondation en 1781 et enfin d'un nouvel incendie en 1814. À la suite de ces incendies, la ville est reconstruite dans la première moitié du XIXe siècle, dans le « style Empire », alors prédominant.

## Population
Recensements (*) ou estimations de la population :
| 1869* | 1880* | 1890* | 1900* | 1910* | 1921* |
| ----- | ----- | ----- | ----- | ----- | ----- |
| 8 597 | 9 113 | 9 636 | 9 651 | 9 329 | 8 737 |

| 1930* | 1950* | 1961* | 1970* | 1980*  | 1991*  |
| ----- | ----- | ----- | ----- | ------ | ------ |
| 8 638 | 7 655 | 8 427 | 8 884 | 10 253 | 10 187 |

| 2001*  | 2011*  | 2015   | 2016   | 2017   | 2018   |
| ------ | ------ | ------ | ------ | ------ | ------ |
| 10 358 | 10 154 | 10 077 | 10 043 | 10 097 | 10 278 |

| 2019   | 2020   | 2021*  | 2022  | 2023   | 2024   |
| ------ | ------ | ------ | ----- | ------ | ------ |
| 10 429 | 10 378 | 10 027 | 9 914 | 10 441 | 10 493 |

## Patrimoine
Le monument principal de Litomyšl est le château Renaissance construit entre 1568 et 1581, avec sa façade coiffée de frontons, ornée de sgraffites et rythmée par des arcades de styles toscan et ionique. Les intérieurs sont également remarquables : salons, salle  de réception, chambres, petit théâtre baroque, etc.,. Ses communs ne sont pas en soi exceptionnels, si ce n'est qu'ils ont vu la naissance du compositeur Bedřich Smetana. Les appartements du château, en particulier ce théâtre baroque qu'il renferme, l'amphithéâtre dans le parc et la maison Smetana dans les communs sont les lieux d'une palette de concerts et de représentations théâtrales qui enrichissent la vie culturelle de la ville tout au long de l'année.
La place principale est remarquable par ses maisons à fronton, Renaissance ou baroques, au rez-de-chaussée en arcades couvertes, son beffroi gothique.

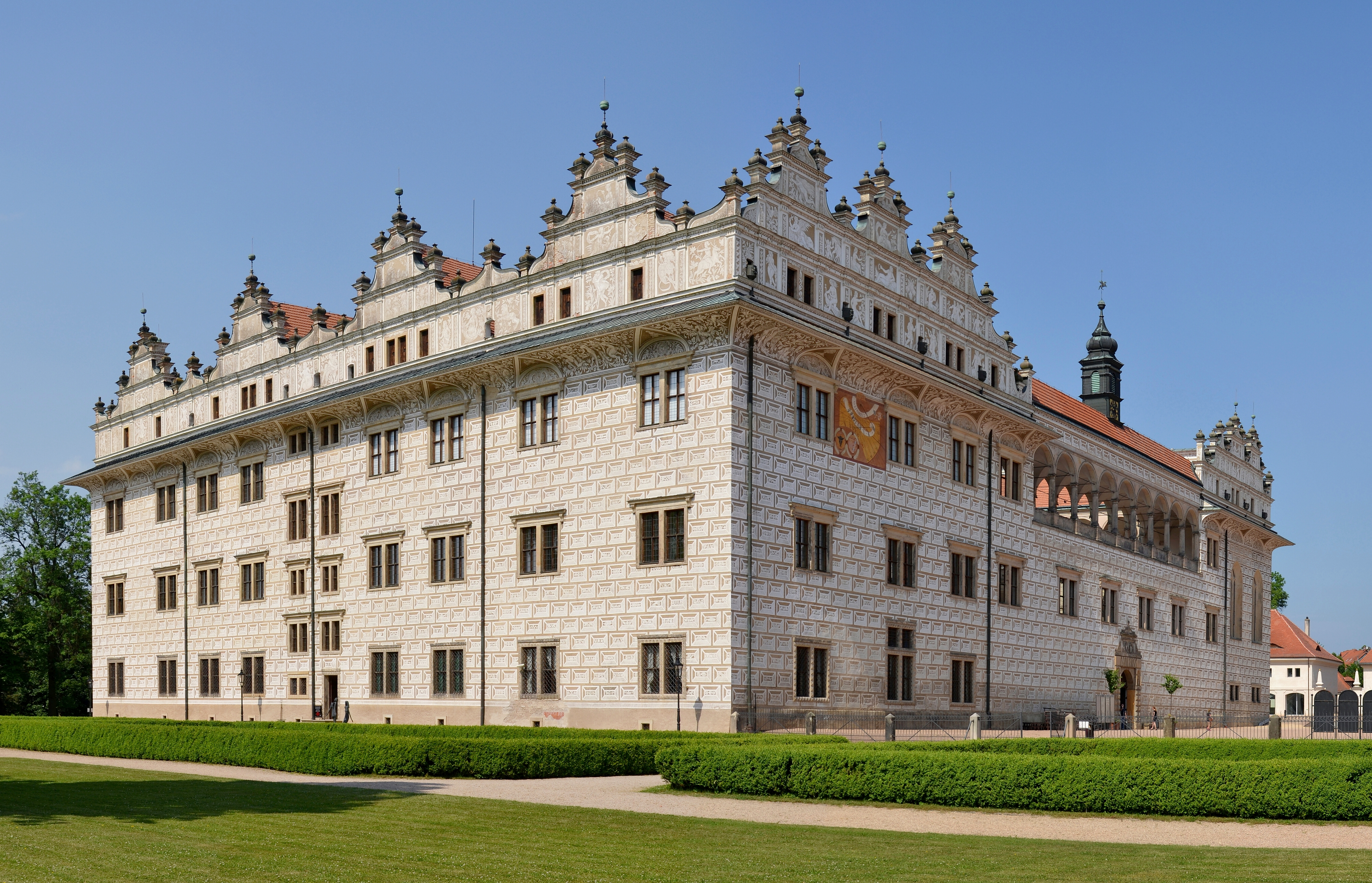
Château de Litomyšl.
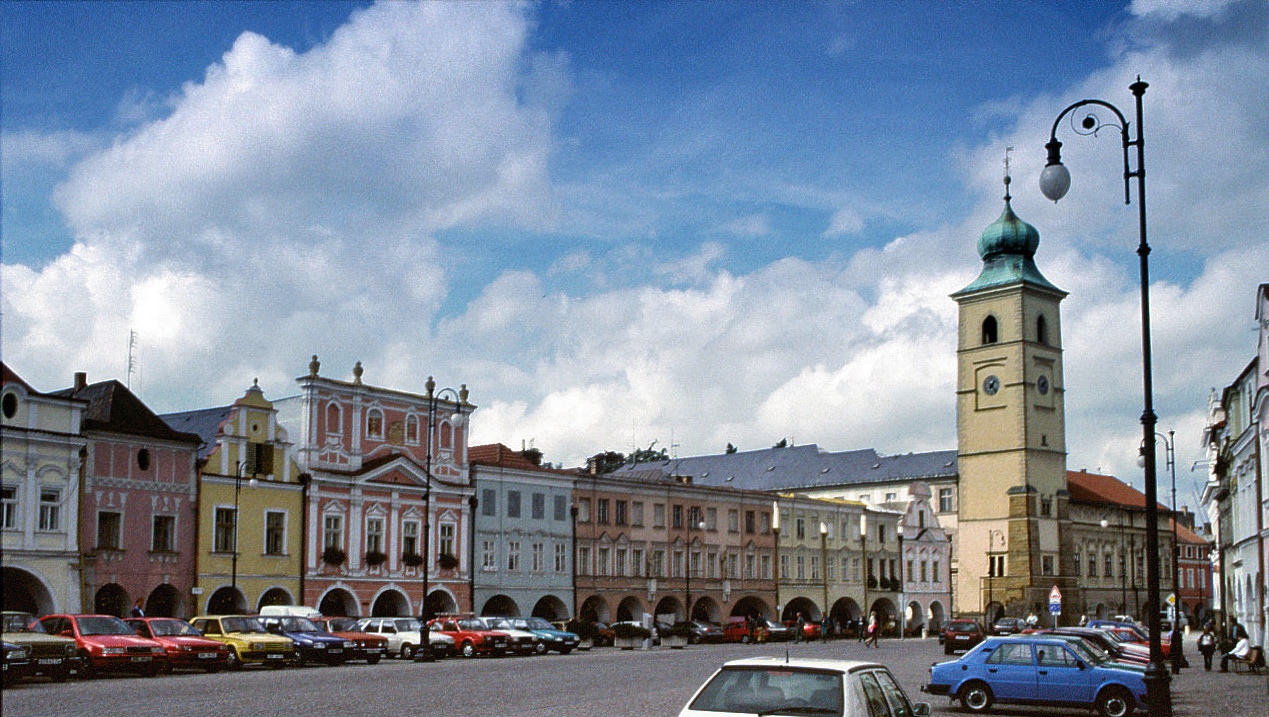
Place principale et beffroi.
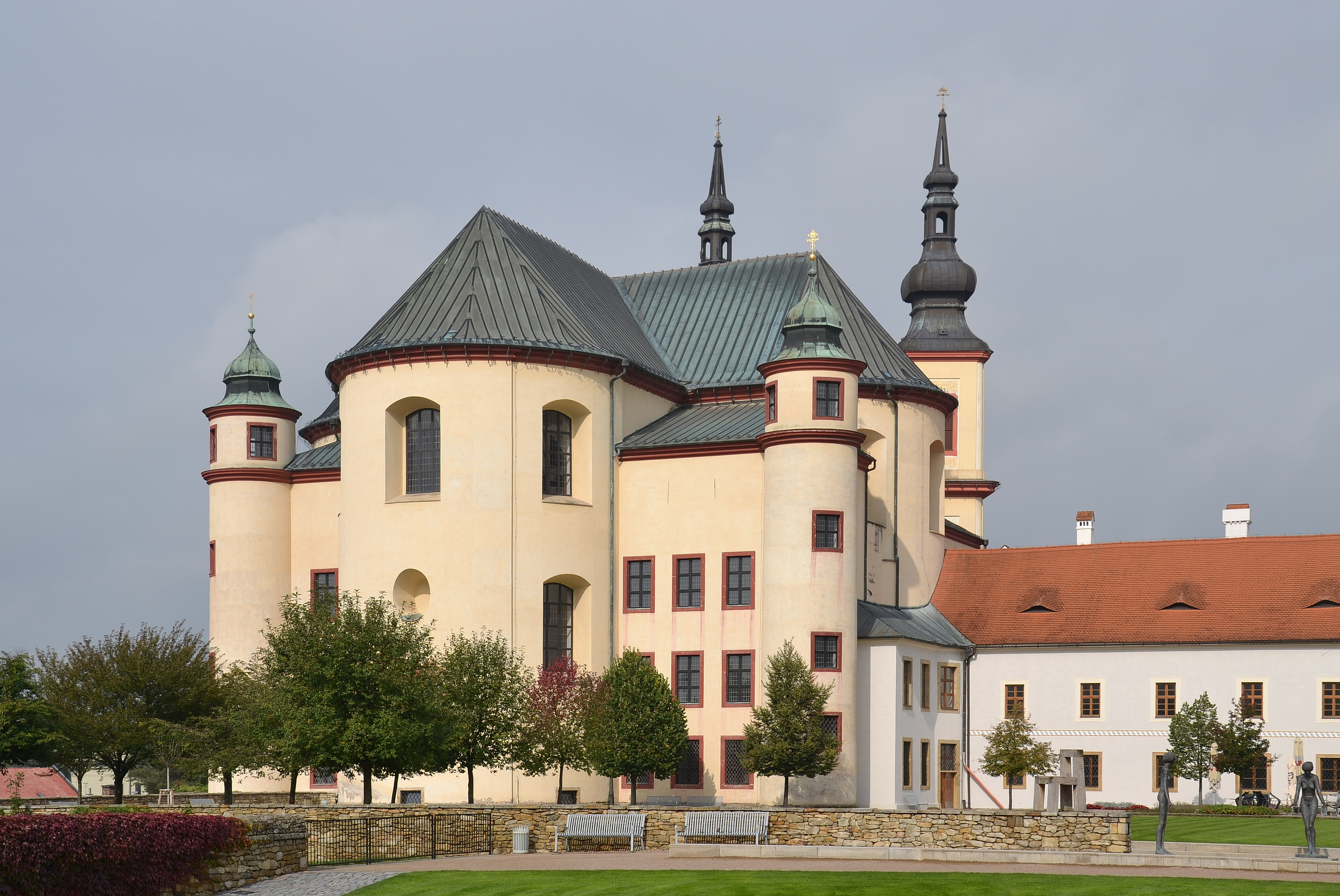
Cloitre du monastère.
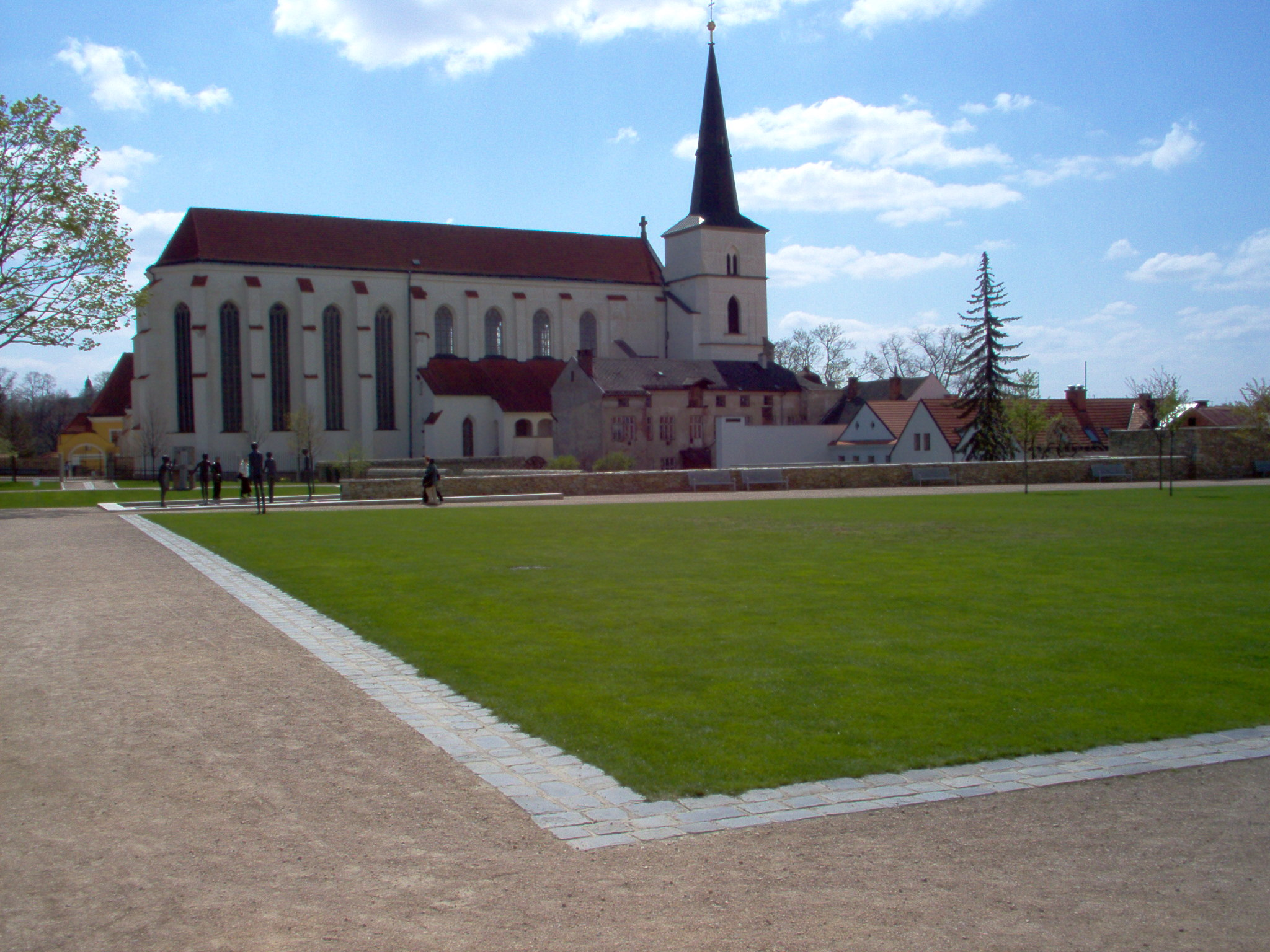
Église.
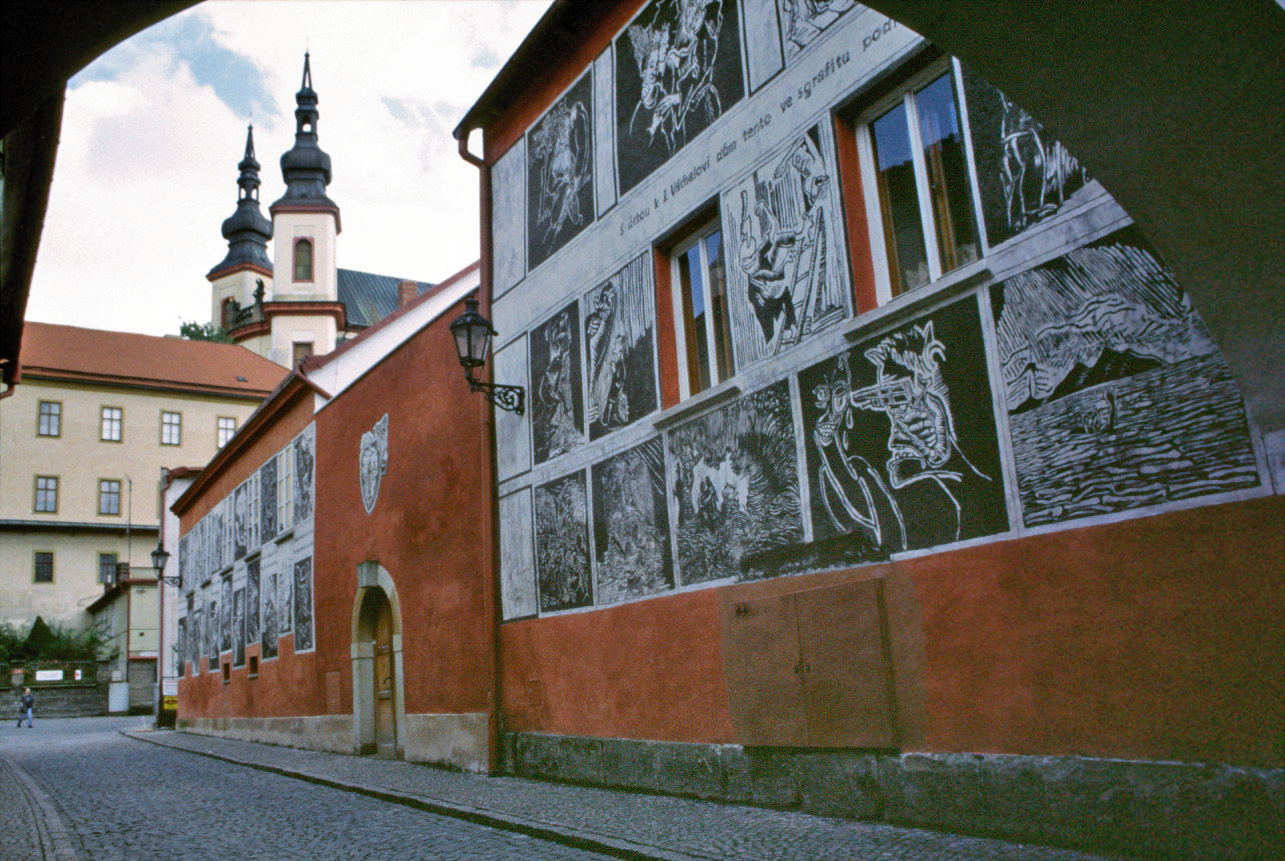
Maison décorée de sgraffites.
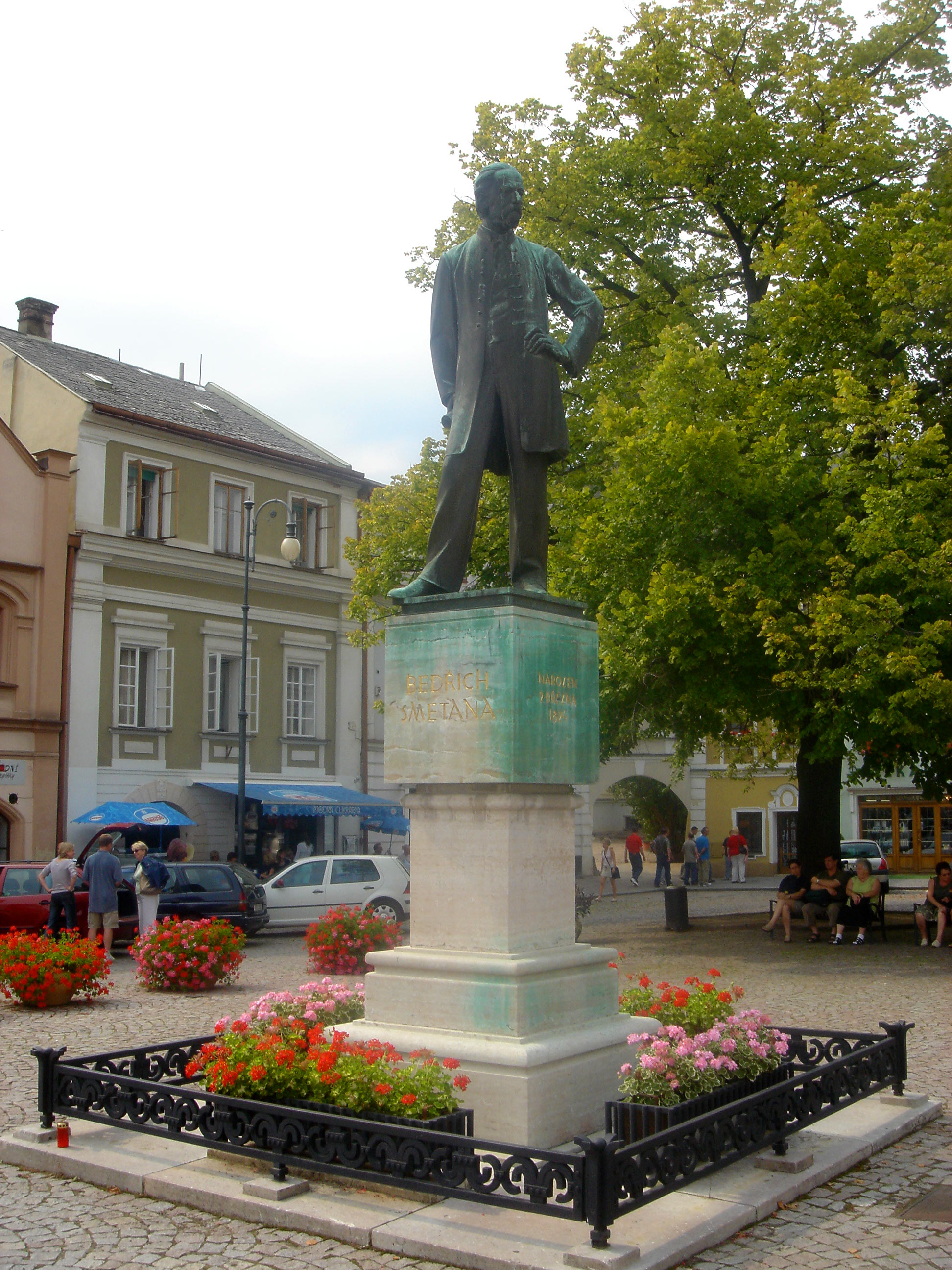
Statue de Bedřich Smetana.
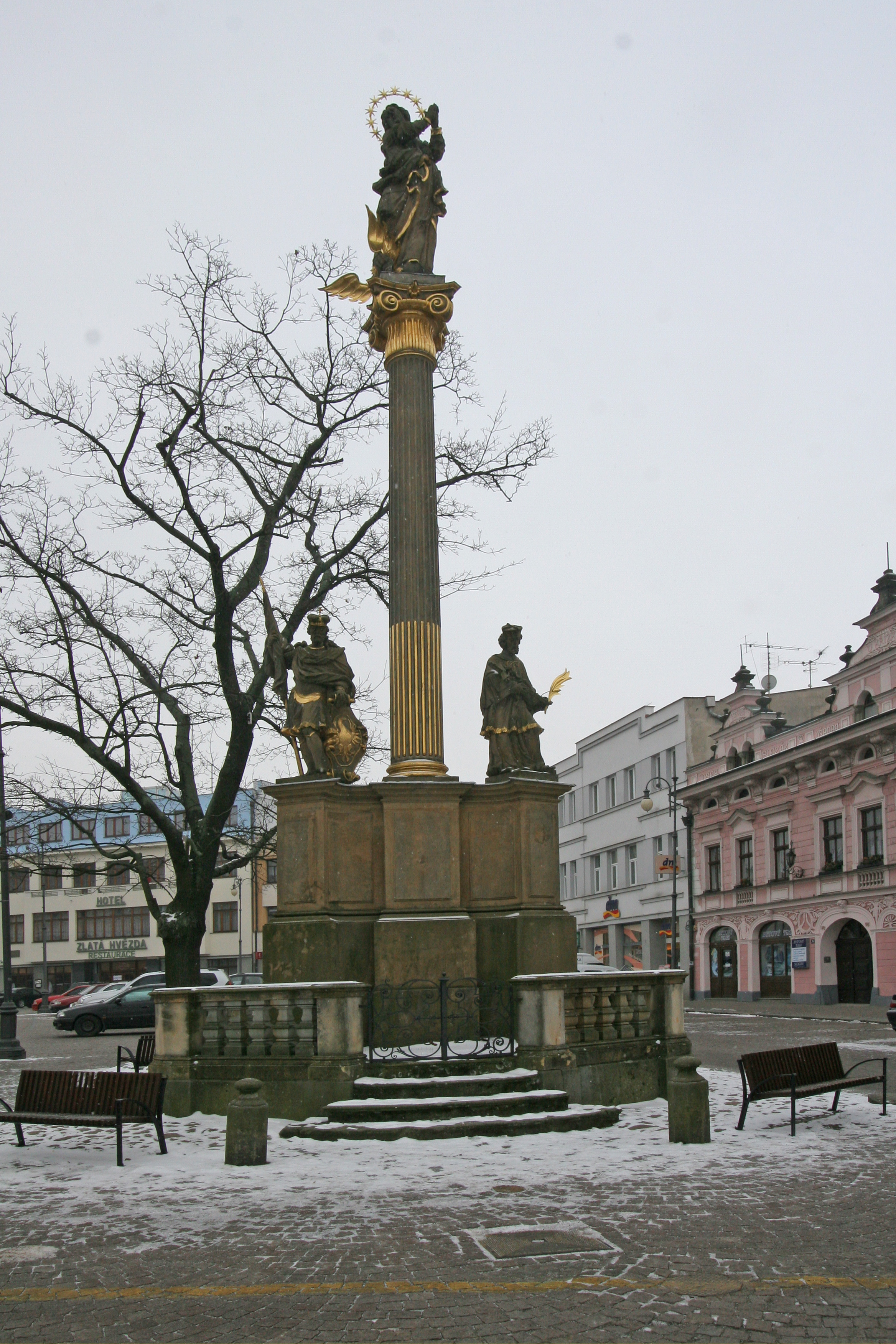
Colonne de Marie.

## Transports
Par la route, Litomyšl se trouve à 12 km de Česká Třebová, à 19 km de Svitavy, à 50 km de Pardubice et à 163 km de Prague.

## Personnalités
- Jan Quido Veselík (1813-1866), décédé dans la commune.
- Julius Mařák (1832-1899), paysagiste, dessinateur et graphiste tchèque
- Magdalena Dobromila Rettigová, auteur du premier livre de cuisine écrit en tchèque, y a vécu entre 1834 et sa mort en 1845
- Bedřich Smetana (1824-1884), compositeur tchèque
- Zdeněk Kopal (1914-1993), mathématicien et astronome

## Villes jumelles
- Levoča (Slovaquie)
- Roden (Pays-Bas)
- San Polo d'Enza (Italie)